# Podolí (Prague)
Pour les articles homonymes, voir Podolí.

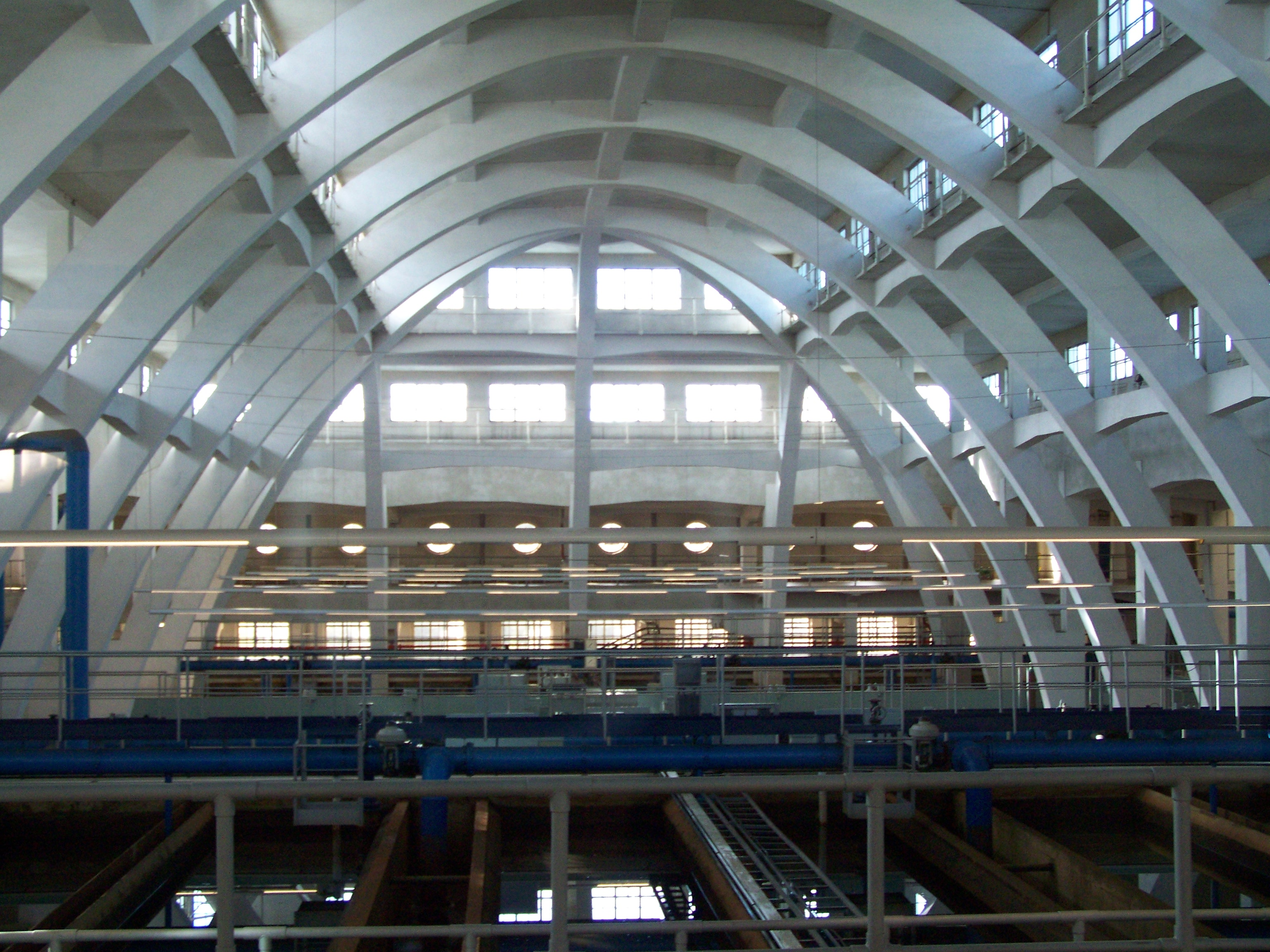
Le centre de traitement des eaux de Podolí

Podolí est un quartier de Prague situé au sud du centre-ville sur la rive droite de la Vltava. Il est entouré des quartiers de Vyšehrad au nord, Pankrác à l'est et Braník au sud. Sur la rive gauche de la Vltava, les quartiers de Smíchov et Hlubočepy font face à celui de Podolí.

## Principaux monuments
- Église de l'Archange Saint-Michel dont la construction remonte à 1222.
- La station d'épuration de Podolí assurant la production d'eau potable pour une grande partie de la ville.
- La piscine de Podolí, utilisé pour les loisirs et les rencontres sportives
- Institut pour les soins de la mère et de l'enfant, l'une des maternités de Prague.
- L'île Veslařský sur la Vltava, tenant lieu de digue pour le port de Podolí hébergeant aujourd'hui le Yacht Club Tatran.

## Personnalité
- Václav Tille (1867-1937), écrivain, y est né.